# Lesko
Lesko (pronunciación polaca: [ˈlɛskɔ]; yidis: Linsk - לינסק) es una ciudad polaca, capital del distrito homónimo en el voivodato de Subcarpacia. Dentro del distrito, es la capital del municipio homónimo. En 2006 tenía una población de 5864 habitantes.
Se fundó probablemente como pueblo en el siglo XIV, aunque no se tiene constancia de la localidad en documentos hasta 1436. En torno a 1469 adquirió el estatus de ciudad, siendo propiedad de la familia noble Kmita. Fue un punto comercial importante hasta 1704, cuando los suecos la saquearon en la Gran guerra del Norte. En 1772, durante la primera partición de Polonia, pasó a pertenecer al Imperio Habsburgo, regresando a Polonia en 1918. La ciudad era de mayoría étnica judía hasta 1941, cuando llegó aquí la invasión nazi que llevó a los judíos al Holocausto; posteriormente, en 1947 se expulsó a los ucranianos locales en la Operación Vístula por hallarse la ciudad en la zona de combate del Ejército Insurgente Ucraniano; ambos hechos llevaron a la repoblación de Lesko en los años 1950 con polacos procedentes de otras partes del país.
Se ubica a orillas del río San sobre la carretera 84, a medio camino entre Krosno y la frontera con Ucrania.